# Enkelvoudig (abstracte algebra)
In de abstracte algebra, een deelgebied van de wiskunde, is het begrip enkelvoudig een kwalificatie van algebraïsche structuren, bijvoorbeeld van groepen en ringen. ALs een algebraïsche structuur enkelvoudig is, betekent het dat die structuur niet verder kan worden opgedeeld in kleinere structuren van hetzelfde type. Anders gezegd is een algebraïsche structuur enkelvoudig, indien de kern van elk homomorfisme ofwel de gehele structuur ofwel een enkel element is. Enkele voorbeelden:
- Een groep wordt een enkelvoudige groep genoemd, als het geen normaaldeler bevat.
- Een ring wordt een enkelvoudige ring genoemd, als het geen tweezijdig ideaal bevat.
- Een moduul wordt een enkelvoudig moduul genoemd, als het geen deelmoduul bevat.
- Een algebra wordt een enkelvoudige algebra genoemd, als zij geen tweezijdig ideaal bevat.

Hierbij wordt er steeds van uitgegaan dat de betreffende deelverzameling meer dan één element heeft en niet gelijk is aan de oorspronkelijke structuur of verzameling, een situatie die in een enkelvoudige structuur dus niet voorkomt. Het algemene patroon is dat er in de structuur geen congruentie voorkomt.